# Xintian, Wanzhou
Xintian (kinesiska: 新田) är en köping i sydvästra Kina. Den ligger i stadsdistriktet Wanzhou i storstadsområdet Chongqing, omkring 220 kilometer nordost om det centrala stadsdistriktet Yuzhong. Antalet invånare är 34 145. Befolkningen består av 17 038 kvinnor och 17 107 män. Barn under 15 år utgör 14,0 %, vuxna 15-64 år 72 %, och äldre över 65 år 12,0 %.